# Stamnodes pearsalli
Stamnodes pearsalli är en fjärilsart som beskrevs av Louis W. Swett 1914. Stamnodes pearsalli ingår i släktet Stamnodes och familjen mätare. Inga underarter finns listade i Catalogue of Life.